# 玉井增一
玉井增一（波江座66），又名BD-04 1044，HD 32964、SAO 131777、HR 1657，是波江座的一颗恒星，视星等为5.12，位于銀經204.78，銀緯-25.35，其B1900.0坐标为赤經5h 1m 48.9s，赤緯-4° -25.35′ 21″。